# آخرین روز مدرسه پیش از کریسمس
آخرین روز مدرسه پیش از کریسمس (ایتالیایی: L'ultimo giorno di scuola prima delle vacanze di Natale) یک فیلم درام ایتالیایی به نویسندگی و کارگردانی جان ویتوریو بالدی است که در سال ۱۹۷۵ منتشر شد.
این فیلم در بخش دو هفته کارگردانان در جشنواره فیلم کن ۱۹۷۵ به‌نمایش درآمد.

## بازیگران
- ماشا مریل
- لینو کاپولیکیو
- جان استاینر
- دلیا بوکاردو
- ریکاردو کوچولا
- لیدیا بیوندی
- لائورا بتی
- لو کاستل